# مرکز ملی پژوهش‌های علمی فرانسه

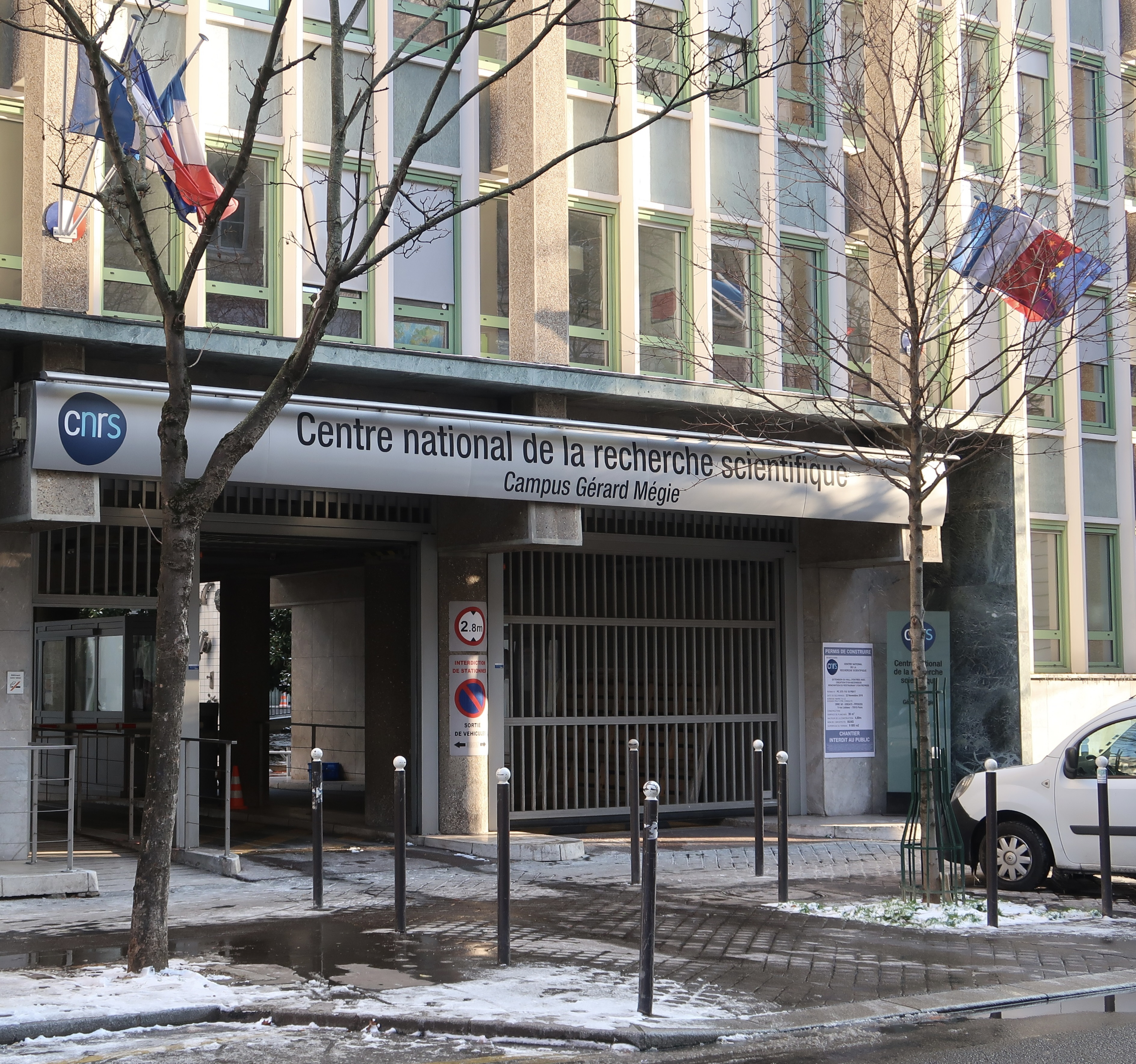
دفتر مرکزی CNRS در پاریس.

مرکز ملی پژوهش‌های علمی فرانسه با (اختصاری CNRS) بزرگترین سازمان دولتی فرانسه در زمینه پژوهش علمی است که زیر نظر وزارت آموزش عالی و پژوهش فرانسه قرار دارد. این مرکز در ۱۹ اکتبر ۱۹۳۹ (میلادی) بنیان نهاده شد.
بنابر آمار سال ۲۰۱۶، ۳۱,۶۳۷ کارمند در این مرکز مشغول به کار بوده‌اند که از میان آنها ۲۶,۱۰۰ نفر (۱۱,۱۳۷ پژوهش‌گر، ۱۳,۴۱۵ مهندس، کاردان فنی و کارمند اداری) استخدام رسمی و ۷۰۸۵ نفر قراردادی هستند. بودجه سالیانه این مرکز، ۳/۳ میلیارد یورو بوده و ۱۱۰۰۰ واحد پژوهشی را پوشش می‌دهد. ستاد این سازمان در پردیس ژرار مِژی، منطقه ۱۶ پاریس بوده و دارای نمایندگی‌هایی در بروکسل، پکن، توکیو، سنگاپور، واشینگتن، دی.سی.، بن، مسکو، تونس، ژوهانسبورگ، سانتیاگو، اسرائیل و دهلی نو است.

## رتبه‌بندی
بر پایه رتبه‌بندی سایمگو در سال ۲۰۰۹ (میلادی) مرکز ملی تحقیقات ملی فرانسه، رده نخست تولید علمی جهان را از آن خود کرد. بر پایه رتبه‌بندی وبومتریک (که بر پایه توانایی وب‌گاه‌های مراکز پژوهشی است) این مرکز پس از اداره کل ملی هوانوردی و فضا (ناسا) و دو مرکز پژوهشی در ایالات متحده آمریکا، رتبه چهارم در جهان و رتبه اول در اروپا را دارد.

## جایزه‌ها
تاکنون پژوهشگران این مرکز، برنده پنج جایزه نوبل فیزیک، یک جایزه نوبل فیزیولوژی و پزشکی و یک جایزه نوبل شیمی شده‌اند. همچنین هشت تن از برندگان مدال فیلدز و برنده سال ۲۰۰۳ (میلادی) جایزه آبل از پژوهشگران این مرکز بوده‌اند.